# (2973) Paola
(2973) Paola ist ein Asteroid des Hauptgürtels, der am 10. Januar 1951 vom belgischen Astronomen Sylvain Julien Victor Arend in Ukkel entdeckt wurde.
Benannt wurde der Asteroid nach Königin Paola von Belgien.